# Vincencij Pavelski
Vincencij Pavelski (francosko Vincent de Paul ali Vincent Depaul), francoski duhovnik, lazarist in redovni ustanovitelj lazaristov, * 24. april 1581, Pouy blizu Daxa, † 27. september 1660, Pariz.
Bil je duhovni in apostolski prenovitelj francoskega katolištva 17. stoletja. Kot duhovnik in ustanovitelj Misijonske družbe si je vse življenje prizadeval za lajšanje materialne in moralne bede. Kanoniziran je bil leta 1737.

## Življenjepis

### Negotovosti glede njegovega rojstva
Vincencij Pavelski se je rodil 24. aprila 1581 (ob koncu verskih vojn) na kmetiji Ranquines v bližini vasi Pouy (v 19. stoletju v njegovo čast preimenovane v »Saint-Vincent-de-Paul«), ki se nahaja približno pet kilometrov od mesta Dax v departmaju Landes na jugozahodu Francije. V njegovem rojstnem kraju, ki je danes znan kot »Zibelka svetega Vincencija Pavelskega« (Berceau de saint Vincent de Paul), se nahaja skromna hiša iz opeke in lesenih tramov v slogu hiš iz Landov, ki je zelo podobna hiši, v kateri se je Vincencij rodil. O njegovem rojstvu ni nobenega zapisa, saj imajo katoliške matične knjige zaradi namernega uničenja med verskimi vojnami veliko vrzeli.
Lazarist José-Maria Román v svoji biografiji ne dvomi o deželnem in francoskem poreklu Vincencija Pavelskega, saj je svetnik sam govoril o svojem gaskonjskem poreklu, drugi lazarist, Bernard Koch, je po raziskovanju različnih francoskih arhivov ugotovil, da je bilo ime Depaul ali Paul razširjeno po vsej južni polovici države, v Langue d'Oc. Različni biografi (Abelly, Collet, Maynard itd.) govorijo o Vincencijevem sorodniku, ki je bil prior v Poymartetu nedaleč od bazilike Notre-Dame de Buglose (marijansko svetišče v Landes, ustanovljeno leta 1620 v današnji Občini Saint Vincent de Paul). Po dokumentu iz leta 1577 je imel Étienne Depaul v posesti priorat na poti v Santiago, južno od mesta Gourbera, Jacquairjevega releja, ki je bil zaradi verskih vojn v zelo slabem stanju. Vendar je bilo to razmerje nedavno postavljeno pod vprašaj.

### Pobožno in delavno otroštvo
Bil je tretji od štirih fantov in dveh deklet. Vincencij se je rad predstavil kot »ubogi prašičerejec«, sin »revnega delavca«. V resnici je bil njegov oče Janez de Paul kmet (poljedelec in živinorejec). Pripadal je staremu rodu kmetov (capcazaliers), ki so bili lastniki svoje zemlje, vsekakor navadni ljudje, vendar zaradi določenih davčnih oprostitev podobni plemstvu. Njegova mati Bertranda de Moras je pripadala meščanski družini, morda krajevnemu nižjemu plemstvu.
Čeprav je Vincencij že zelo zgodaj začel pomagati staršem, ki so se trudili preživljati številno družino, in je prva leta preživel kot pastir, ki je skrbel za ovce, krave in prašiče, je odšel iz družinske hiše v Dax, kjer ga je oče vpisal v Cordeliers, ki so ga vodili frančiškani. Njegov oče je upal, da ga bo to pripravilo do tega, da bo pridobil nekaj »dobrih koristi«, s katerimi bi lahko dopolnil družinski dohodek. Vincencij je tam ostal tri leta, v tem času pa je uspešno obiskoval tečaje slovnice in se učil latinščine. Svojim sošolcem je bil zgled trdega dela, tako da ga je družinski prijatelj, gospod Comet (sodnik v Pouyju in odvetnik na predsedstvu v Daxu), po kratkem času prosil, naj postane učitelj njegovih sinov. Pri petnajstih letih, 20. decembra 1596, je od škofa Salvata d'Iharsa, škofa iz Tarbesa, v kolegijski cerkvi v Bidache, prejel tonzuro in nižje redove.

### Duhovništvo
Leta 1597 se je vpisal na Univerzo v Toulousu, kjer je sedem let študiral teologijo.
Leta 1598 je od tamkajšnjega škofa prejel subdiakonat, dva meseca pozneje pa še diakonat v katedrali Notre-Dame de la Sède v Tarbesu v Bigorru (danes Departma Hautes-Pyrénées), kjer je nekaj časa ostal. 23. septembra 1600 ga je v kapeli škofijskega gradu v Château-l'Évêque (Dordogne) posvetil v duhovnika Frančišek de Bourdeilles, škof v Périgueuxu. Generalni vikar v Daxu ga je imenoval za župnika v Tilhu, vendar se zdi, da tja ni odšel, saj so ga sprva bolj zanimale koristi duhovniškega stanu kot njegovo izvajanje.
Študij je nadaljeval in 12. oktobra 1604 pridobil naziv diplomiranega teologa.

### Izkušnja ujetništva
Ko je študiral na Univerzi v Toulousu in se pripravljal na doktorat, so ga leta 1605 ob obali Aigues Mortes po njegovih navedbah zajeli barbarski pirati, ko se je vračal s potovanja v Marseille, kjer je nameraval prevzeti skromno dediščino. V dveh letih suženjstva v Severni Afriki naj bi ga prodali več zaporednim gospodarjem (zlasti alkimistu, za katerega je pokazal veliko zanimanje). Svojega zadnjega gospodarja, odpadnika iz Nice, ki je »živel po muslimansko«, naj bi prepričal, da se je pokesal in z njim pobegnil iz Tunisa. Z njim in njegovimi tremi ženami naj bi odšel v Rim, da bi jim papež odpustil. Ta epizoda je del legende o Vincenciju Pavelskem v spisih in pričevanjih, ki so jih prinesli v Rim za njegovo beatifikacijo in kanonizacijo. Ludvik Abelly, njegov prvi biograf iz leta 1664, jo hvali, vendar o pristnosti tega dogodka razpravljajo zgodovinarji.

### Kaplan, župnik, spovednik
Po priporočilih Svetega sedeža je leta 1610 postal kaplan nekdanje francoske kraljice Marjete Francoske, ki je s svojega velikega pariškega dvorca tretjino prihodkov namenjala za dobrodelna dela, zlasti za bratovščino bratov sv. Janeza od Boga, znano kot »usmiljeni bratje«. Po njegovem navdihu so bile ustanovljene »hčere krščanske ljubezni«.
Leta 1612 je v Clichyju zamenjal župnika Frančiška Bourgoinga, ki se je želel vrniti v Oratorij. Pri 31 letih je postal župnik v Saint-Sauveur-Saint-Médard v Clichyju (danes v Hauts-de-Seine), kjer je nastopil svojo župnijsko pastoralo. Propadajočo cerkev je obnovil s cerkvenim denarjem in s pomočjo župljanov med letoma 1622 in 1630. Ta cerkev še vedno obstaja. Bodoči kardinal Pierre de Bérulle, pomemben predstavnik francoske duhovne šole, ki je od leta 1609 postal Vincencijev duhovni vodja, ga je imenoval za župnika. Župnijo je prevzel 2. maja 1612. V tem obdobju v Parizu je Vincencij prek Berulla spoznal Janeza Duvergierja de Hauranne, opata v Saint-Cyranu.
Po Berullovi zaslugi je Vincencij leta 1613 vstopil kot vzgojitelj v hišo Filipa Emanuela de Gondija, generala francoskih galej. Med bivanjem v Gondijevi hiši, kjer je moral »stalno in dejansko prebivati«, se je vračal tudi v svojo župnijo, zlasti ko je Gondijeva družina bivala v Parizu v svojem hotelu v ulici Pavée Saint-Sauveur. Postal je spovednik gospe de Gondi, ki ga je v okviru dobrodelnosti odpeljala v Pikardijo, kjer je spoznal bedo kmetov. Leta 1613 so ga našli tudi na Marni, v Montmirailu, še vedno kot vzgojitelja v družini de Gondy (sic). V tistem času je doživljal hudo duhovno in moralno krizo ter živel v razočaranju. Januarja 1617 so ga poklicali k umirajočemu starcu v vasi Gannes, ki ga je spovedal.
Naslednji dan, 25. januarja, je na prošnjo gospe de Gondi med nepozabno pridigo v cerkvi v Follevillu povabil vernike k spovedi. Zaradi množičnega odziva na ta poziv se je nenadoma zavedel pomembnosti svojega poslanstva. Pravzaprav so lazaristi pridigo iz srede, 25. januarja 1617, uporabili kot podlago za ustanovitev svoje Misijonske družbe leta 1625 (v njegov spomin so praznovali njegovo obletnico, in leta 1868 popravili prižnico v cerkvi sv. Jakoba in sv. Janeza Krstnika v Follevillu.

### Ustanovitelj Misijonske družbe in Družbe hčera krščanske ljubezni
Sv. Vincencij je nato sodeloval pri ustanavljanju Družb, ustanov in misijonov.
Kot podeželski duhovnik je bil dodeljen v župnijo Châtillon-sur-Chalaronne (v regiji Dombes) severno od Lyona in 12. decembra 1617 skupaj s premožnimi damami iz mesta ustanovil Gospe krščanske ljubezni (Confrérie des Servantes et des Gardes des pauvres ali Charité de Châtillon) za pomoč ubogim.
Spremljal je Filipa Emanuela de Gondija pri njegovih obiskih zaporov, v katerih so bili zaprti zločinci, obsojeni na galejo. Smilili so se mu obsojenci na galejah in 8. februarja 1619 ga je kralj imenoval za generalnega kaplana na galejah.
S finančno podporo gospe de Gondi je Vincencij leta 1625 ustanovil Misijonsko družbo. Posvečala se je evangelizaciji ubogih na podeželju in prevzela ime lazaristi (ker so živeli v pariškem okrožju sv. Lazarja, na posestvu sv. Lazarja). Vincencij, ki je izšolal številne duhovnike, je ustanovil misijonsko semenišče. Prvi lazaristi so bili poslani v Alžir leta 1646, leta 1648 na Madagaskar in leta 1651 na Poljsko.
29. novembra 1633 je skupaj z Marjeto Naseau ustanovil varstvo ubogih, za katero je bila odgovorna Ludovika de Marillac (1591–1660). Nato so sestre prevzele ime »Družba hčera krščanske ljubezni sv. Vincencija Pavelskega«. Posvečale so se služenju bolnikom ter telesni in duhovni oskrbi ubogih. Njihovo vzgojo je Vincencij zaupal vdovi Le Gras in njihovo število se je hitro množilo. Družba je imela svojo materno hišo v Clichyju, ki ga je Vincencij zapustil leta 1627. Tu je ostala njihova materna hiša od začetka 17. stoletja do 70. let 20. stoletja.
Leta 1635 je poslal pomoč prebivalcem vojvodine Lorena in Bar, ki so ju opustošili francoski in švedski vojaki. Leta 1637 je podprl Marijo Magdaleno de La Peltrie, mlado vdovo iz regije Perche, ki je želela oditi v misijone, medtem ko jo je njena družina zaradi interesa želela ponovno poročiti. Leta 1638 se je začelo delo z »najdenčki«. Leta 1648 je sklical skupščino dobrodelnih dam in v govoru opozoril, da je to delo rešilo že 600 otrok, da pa primanjkuje sredstev za nadaljevanje začetega dela. Njegove besede so bile prepričljive, saj je bolnišnica za najdenčke v Parizu še isti dan dobila potrebna sredstva za nadaljevanje svojega dela. Leta 1651 je Vincencij v Parizu organiziral tudi zbirke za pomoč žrtvam vojne v Pikardiji, Šampanji in Île-de-France. Čeprav je bil član družbe Najsvetejšega zakramenta, je pridigal o razumevanju do protestantov. Leta 1652 je skupaj z Marijo Lumague ustanovil Kščansko zvezo sv. Chaumonda; ta zavod je bil prvotno namenjen izobraževanju otrok in deklic. Leta 1653 je ustanovil hospic Svetega Jezusovega Imena v Parizu, vzhodno od posestva sv. Lazarja.
Vincencij je uvedel tudi duhovne rekolekcije, kjer so se srečevali ljudje iz vseh družbenih slojev; revni in bogati, hlapci in gospodje so skupaj molili in jedli v isti obednici.

### Blizu oblastem
Vincencij je znal v službo ubogim pritegniti ne le kraljico Ano Avstrijsko, vdovo Ludvika XIII. in regentko njenega sina Ludvika XIV. med letoma 1643 in 1651, temveč tudi princese, kot je bila Karlota Marjeta de Montmorency, princesa Condé, mati Ludvika II. Burbonsko-Condéjskega, zmagovalca v bitki pri Rocroi, ki je finančno podpiral Ludoviko de Marillac, ali Ludoviko Marijo Gonzaga, posvetno pa vztrajno pri obiskovanju bolnikov v Hôtel-Dieu. Poročena s poljskim kraljem je vztrajala, da bi dobila sestre in misijonarje. Pritegnil je tudi dame francoskega plemstva in meščanstva, med katerimi so bile:
- gospa de Gondi, žena generala francoskih galej
- predsednica Goussault, vdova predsednika Računskega sodišča in prva predsednica gospá krščanske ljubezni
- Marie de Maupeou, zdravilka, mati superintendanta Nicolaja Fouqueta
- gospodična de Fay, ki je imela hidropično nogo
- vojvodinja Aiguillonska, nečakinja kardinala de Richelieuja
- gospa de Miramion, ki je ustanovila hišo za najdenčke in zavetišče za izgubljena dekleta
- gospa de Polaillon, ki je odprla dom za dekleta v moralni nevarnosti
- gospa de Lamoignon, žena prvega predsednika pariškega parlamenta, ki je v svoji zasebni rezidenci sprejemala uboge.

Ludvik XIII. je želel, da bi mu Vincencij v zadnjih trenutkih pomagal in ga spovedal. 14. maja 1643 je umrl v njegovih rokah. 
18. maja 1643 ga je regentka Ana Avstrijska, ki ga je imela tudi za spovednika, imenovala v Svet vesti (organ, ki se je ukvarjal s cerkvenimi zadevami). Ana Avstrijska je predsedovala Svetu vesti, kardinal Jules Mazarin ga je kot prvi minister vodil, Vincencij pa je bil njegov poročevalec.
Leta 1647 je Vincencij, takrat član Sveta vesti, lobiral za prepoved prvega francoskega prevoda Korana. Ta prevod Andréja Du Ryerja, objavljen pod naslovom L'Alcoran de Mahomet, se je kljub prepovedi razširil. V letih delovanja v Svetu vesti (1643–1652) je sodeloval tudi pri izvajanju protijanzenistične politike, da bi omejil vzpon prvega janzenizma. Mazarin ga je leta 1652 umaknil iz Sveta vesti.
Ustanovil je tudi zavetišče za ostarele, ki je leta 1657 postalo Hôpital de la Salpêtrière.

### Smrt
Umrl je v sluhu svetosti 27. septembra 1660 in bil pokopan 28. septembra 1660 v cerkvi sv. Lazarja, ki je del hiše sv. Lazarja v predmestju Saint-Denis, v grobnici, izkopani sredi kapelskega kora. Njegovo truplo zdaj počiva v kapeli sv. Vincencija Pavelskega na naslovu Rue de Sèvres  95 v VI. pariškem okrožju. To je sedanji sedež duhovnikov Misijonske družbe. Lazaristi so se tja preselili leta 1817, po opustošenju in uničenju v času revolucije.

## Pisma
Vincencij Pavelski takole nagovarja hčere krščanske ljubezni (Komentar k Lk 9,46-50):
»To so torej, drage hčere, močni razlogi, ki vas spodbujajo, da cenite svoj poklic in ga opravljate z veseljem, saj je všeč Bogu in pomaga vašemu bližnjemu, ter brez strahu, saj vas Bog sam varuje.
Eden od načinov, da to storite, kot želi Bog, je, da to storite z ljubeznijo, hčere moje. O, kaka odlična bo vaša služba! Toda ali veste, kako se to stori v ljubezni? To se stori v Bogu, saj je Bog ljubezen; to se stori za Boga; to se stori v Božji milosti, saj nas greh ločuje od Božje ljubezni.
S služenjem ubogim služimo Jezusu. O, hčere moje, kako resnično je to! Služite Jezusu Kristusu v osebi ubogega. In to velja tako, kot smo mi tukaj. Sestra bo desetkrat na dan obiskala bolnika in desetkrat na dan bo tam našla Boga. Kot pravi sveti Avguštin, to, kar vidimo, ni tako gotovo, ker nas čutila lahko zavedejo; toda Božja resnica nikoli ne vara. Pojdite in obiščite uboge kaznjence v verigah, tam boste našle Boga; služite tem majhnim otrokom, tam boste našle Boga. O, hčere moje, kako je to lepo! Hodite v revne hiše, tam najdete Boga. O, hčere moje, kako lepo je spet! Sprejema službo, ki jo opravljate za te bolnike, in jo ohranja zase, kot ste rekli.«
Ocenjuje se, da je s svojimi dopisniki izmenjal več kot 30.000 pisem (pisma, ki jih je napisal ali narekoval Vincencij in prejeta pisma). Leta 1748 jih je ostalo med 6.000 in 7.000, po opustošenju samostana sv. Lazarja 13. julija 1789 pa komaj desetina.
Danes je vse izvirno dopisovanje, ki ga je bilo mogoče natančno najti, to je približno 347 pisem, shranjeno na petih mestih: v materni hiši (Dossier de La Mission), v hiši hčera krščanske ljubezni, v lazaristovskih hišah v Torinu in Krakovu ter nazadnje pri družini Hains.

### Kanonizacija
Papež Benedikt XIII. ga je 13. avgusta 1729 razglasil za blaženega, papež Klemen XII. pa 16. junija 1737 za svetega. Beatifikacija in kanonizacija sta bili povezani s političnimi težavami. Pariški parlament je namreč nasprotoval kanonizacijski buli, ki jo je izdal papež Klement XII. Parlament so takrat vodili galikanski politični razlogi, saj je v tej buli o kanonizaciji videl sredstvo, s katerim bi se papež lahko vmešaval v zadeve kraljestva.
Njegovo telo je trenutno na ogled v kapeli lazaristov (Rue de Sèvres 95, Pariz VI.), kjer so njegove relikvije shranjene v srebrnem relikviariju iz leta 1830 (razen srca, ki je shranjeno v relikviariju v kapeli materne hiše hčera krščanske ljubezni, in relikvije njegove podlakti, ki jo hranijo v Clichyju).
Leta 1885 ga je papež Leon XIII. razglasil za »zavetnika vseh dobrodelnih del«.